# Boca dos Namorados
O miradouro da Boca dos Namorados  é um miradouro localizado na freguesia do Jardim da Serra, no concelho de Câmara de Lobos, na ilha da Madeira, em Portugal.

## História
O concelho de Câmara de Lobos é constituído pela freguesia de Câmara de Lobos, criado por volta de 1430; pela freguesia do Estreito de Câmara de Lobos, criada por volta de 1509; pela freguesia do Curral das Freiras criada a 17 de Março de 1790; pela freguesia da Quinta Grande, criada a 24 de Julho de 1848 e pela freguesia do Jardim da Serra criada, a 5 de Julho de 1996. Destaca-se também a elevação, a 15 de Setembro de 1994, da freguesia do Estreito de Câmara de Lobos à categoria de vila e a elevação da vila de Câmara de Lobos à categoria de cidade e a 3 de Agosto de 1996.

## Sobre a Boca dos Namorados
A Boca dos Namorados pertenceu ao Estreito de Câmara de Lobos até 5 de Julho de 1996, quando o Jardim da Serra passou a freguesia, integrando este lugar tal como toda a zona alta do Estreito, onde se concentravam todas as suas potencialidades turísticas como a Boca dos Namorados, a Boca da Corrida e a Quinta do Jardim da Serra.
A Boca dos Namorados foi durante muitos anos ponto de passagem para aqueles que queriam se deslocar até ao Curral das Freiras, devido ao percurso pedestre que liga estes dois pontos.
Numa época em que os automóveis ainda não chegavam ao Curral das Freiras, juntavam-se na Boca dos Namorados pessoas de todo o concelho esperando pelos romeiros que se deslocavam até às festas do Curral das Freiras. Ali reuniam-se e junto a improvisadas barracas com comes e bebes, festejavam e cantavam.

## A origem do nome
Segundo o poeta câmara-lobense Joaquim Pestana a origem do apelido Namorados é de poucos conhecida. Diz a tradição que para ali viera um sujeito, por nome Pêro, que se enamorara duma linda menina chamada Ignez. Como Pêro não lhe pudesse falar a cada momento, em razão de viver separada por aquele abismo, fazia, qual outro Leandro, acordar aqueles vales com o doce nome de - Ignez! que sempre lhe era correspondido com o nome de - Pêro!
Acreditando-se ou não nesta explicação para a origem no nome baseada, segundo diz o poeta na tradição, a verdade ela é a única conhecida e, se não foi o namoro entre Pêro e Inês certamente que na sua base terá estado um sentimento idêntico que, de resto, se adapta perfeitamente ao local.

## A sua vista
A panorâmica que temos desde a Boca dos Namorados inclui não só o Curral das Freiras visto pela sua parte sul, como também a baixa funchalense, se subirmos até ao Pico dos Bodes.
Este miradouro, para além de proporcionar magníficas vistas, dispõe também de espaço para piqueniques, possibilidade de fazer churrasco e estacionamento. 

## Galeria

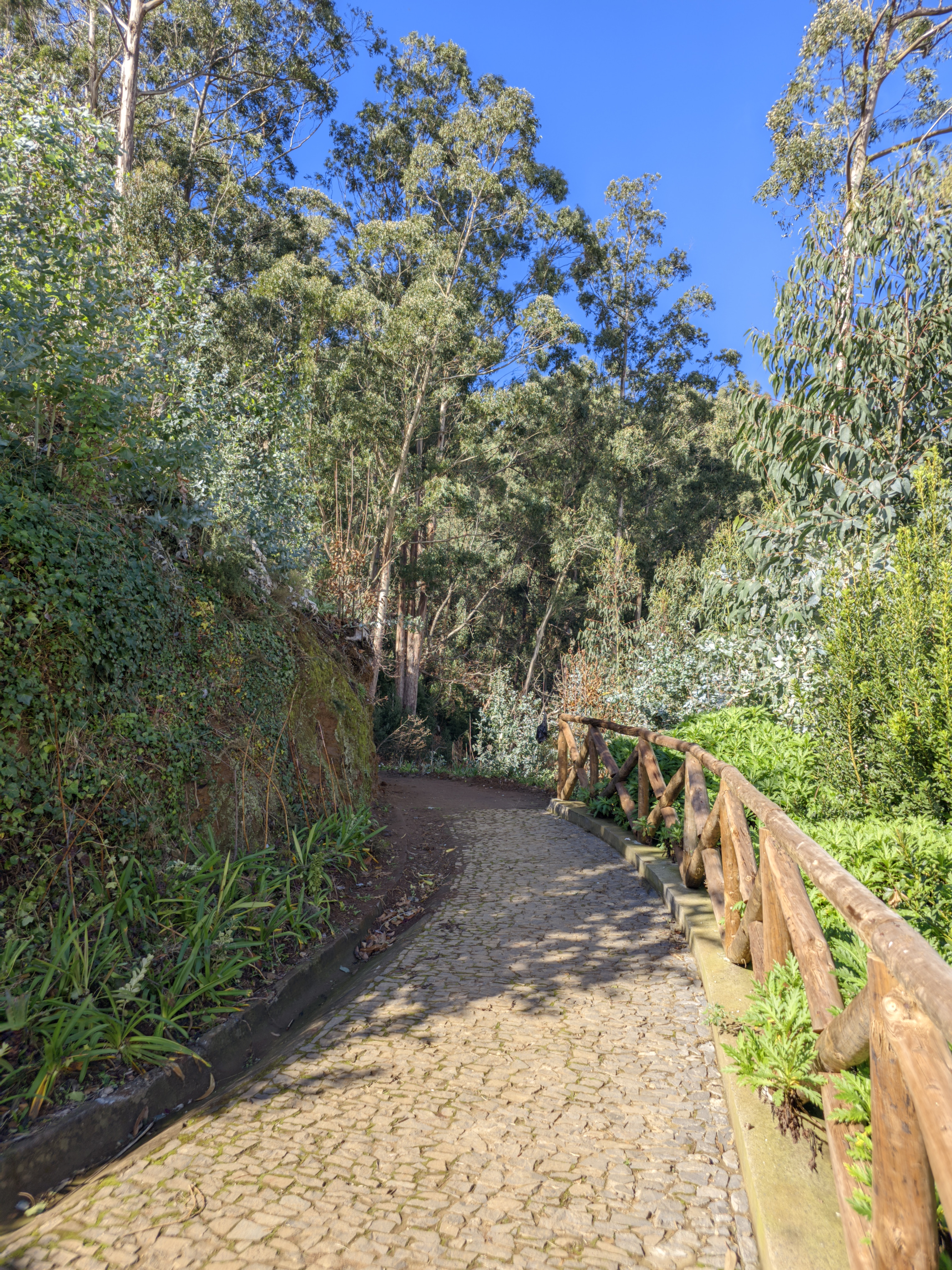
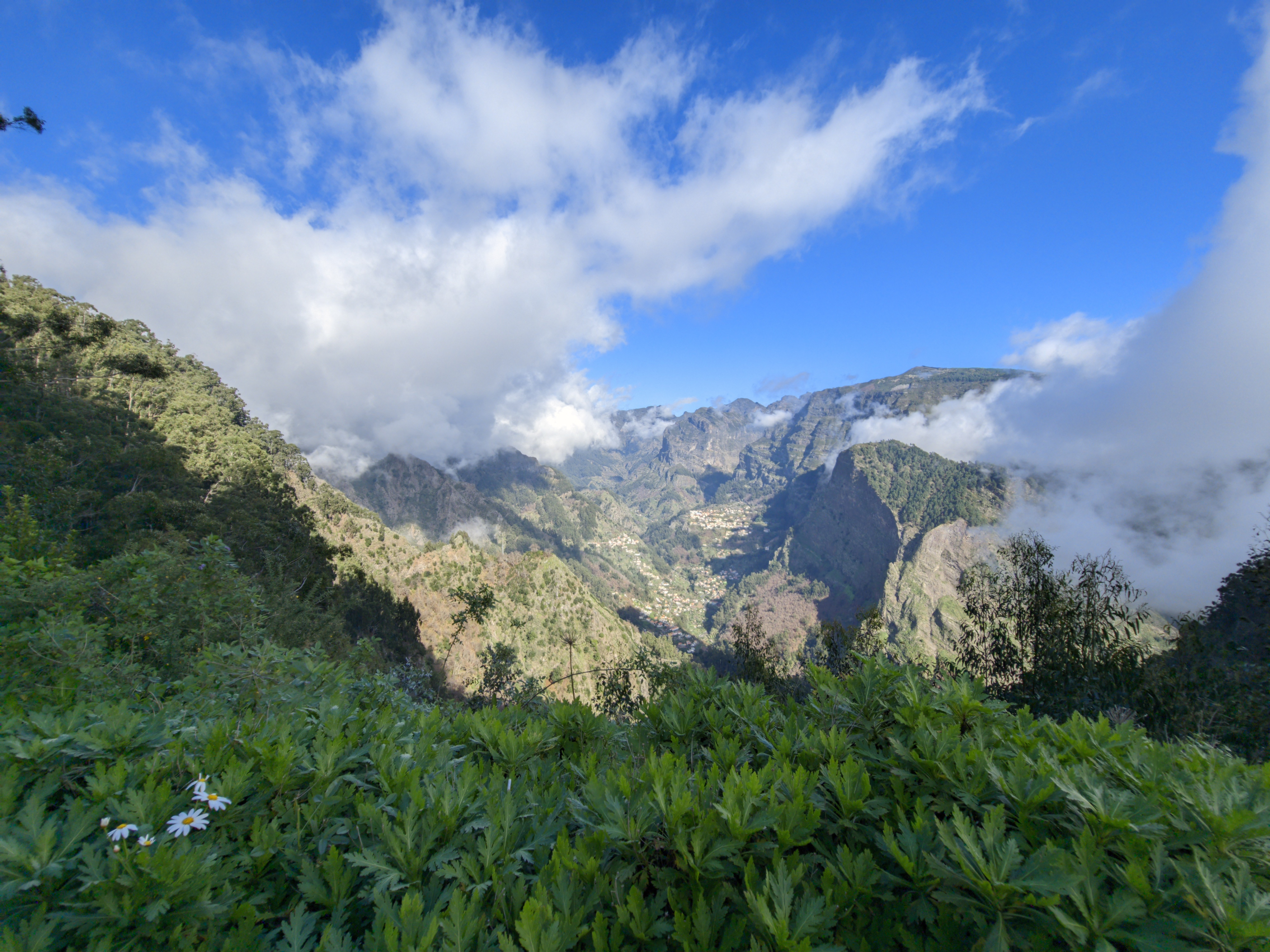
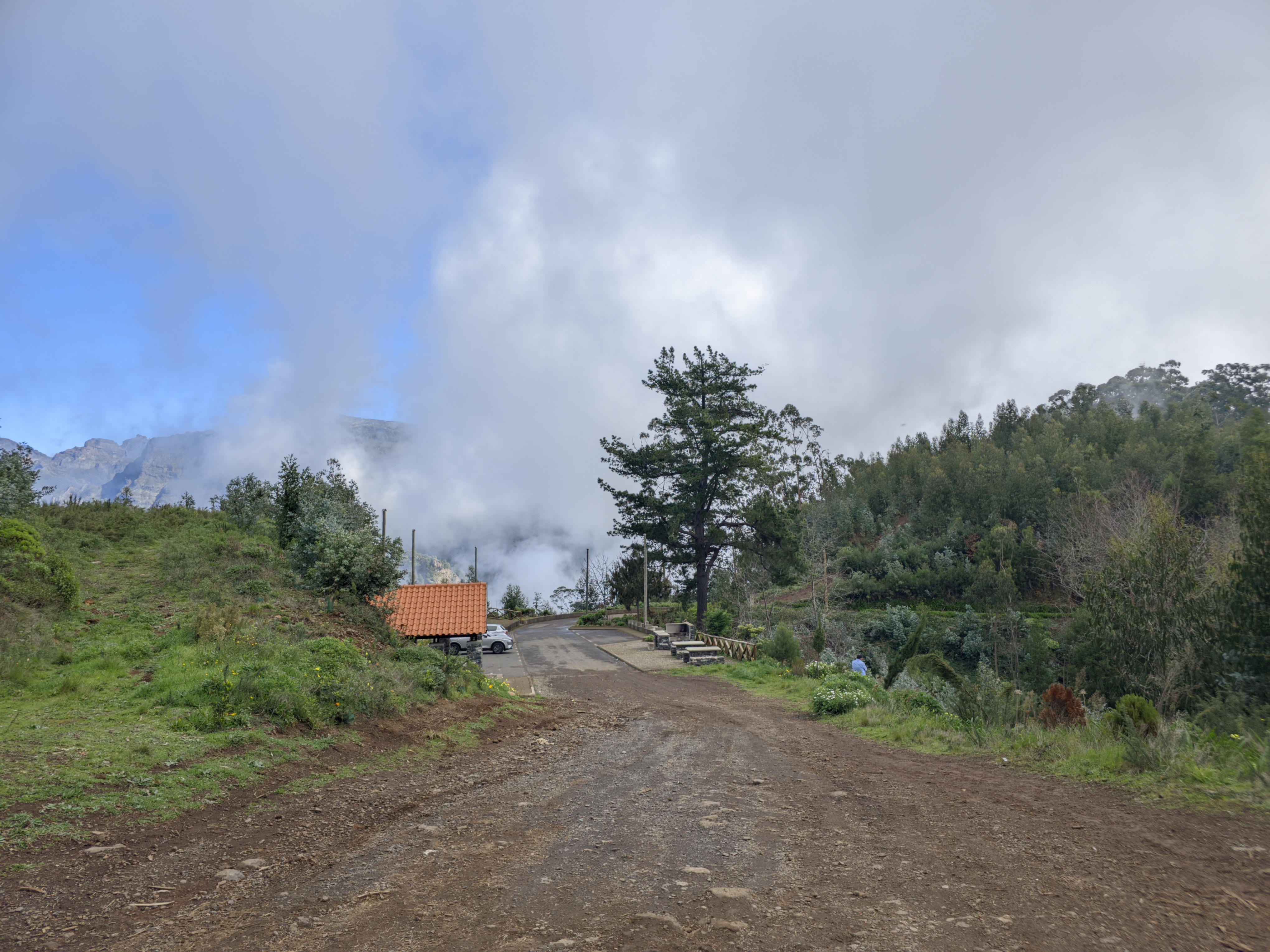
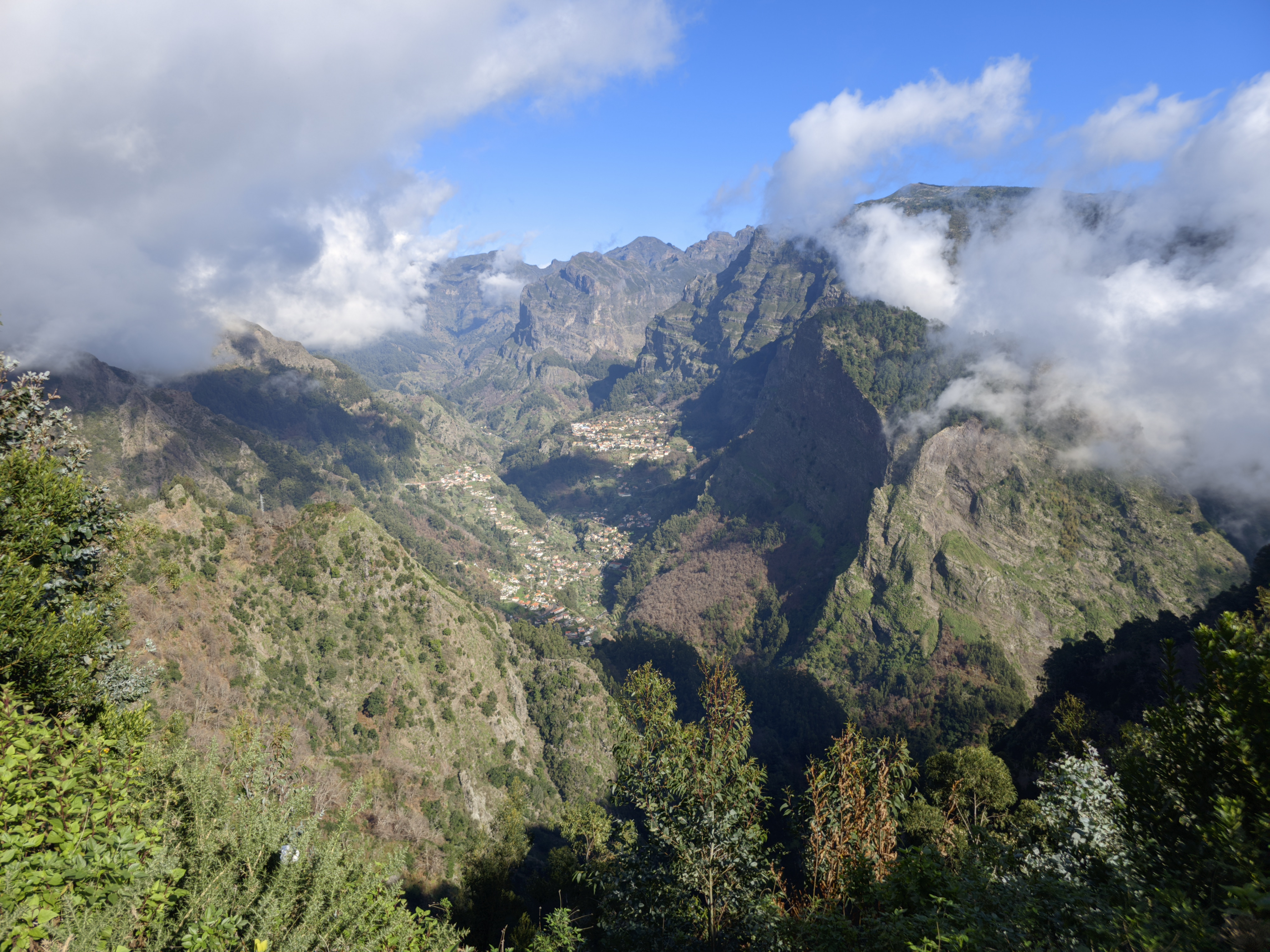
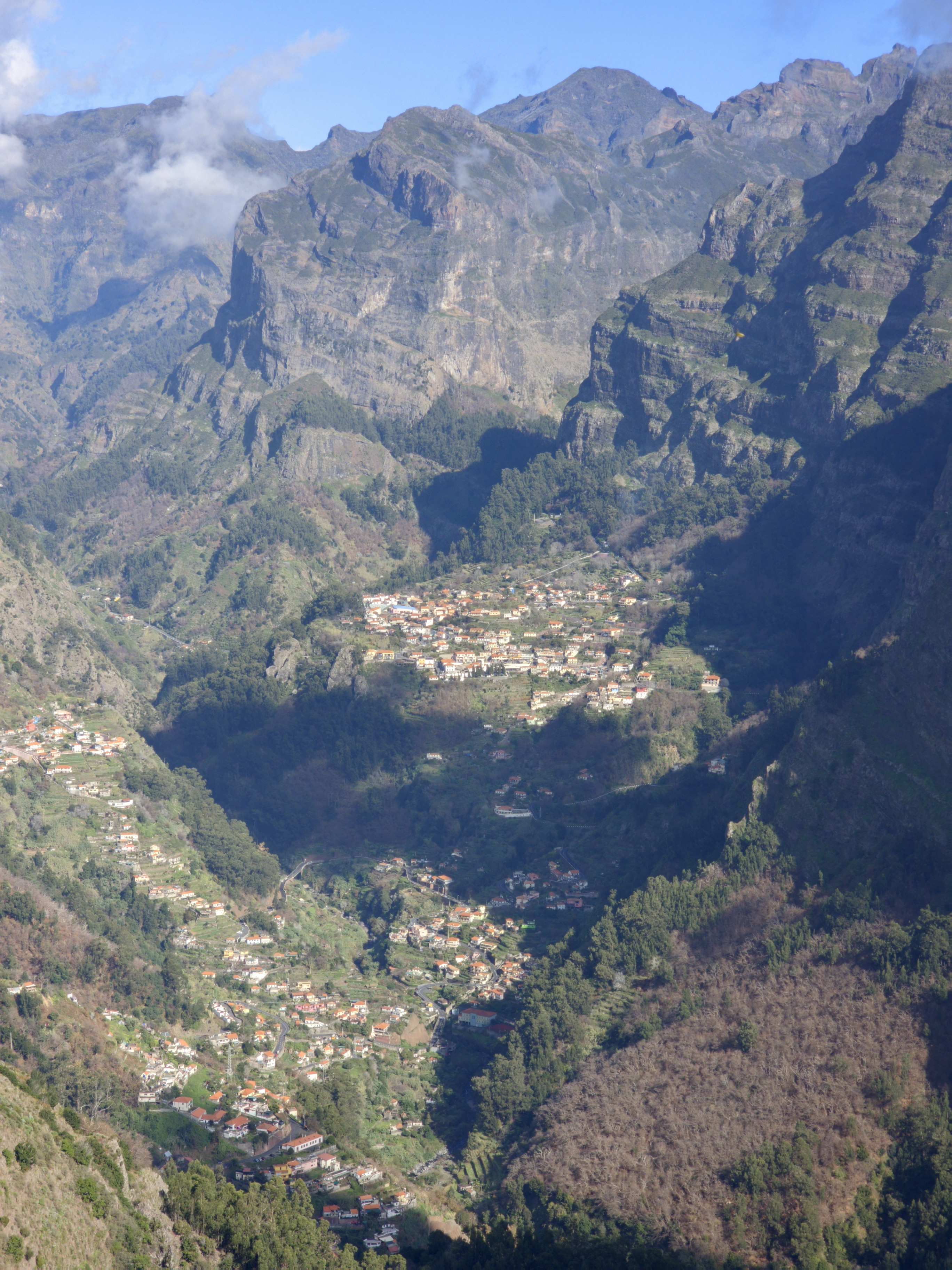
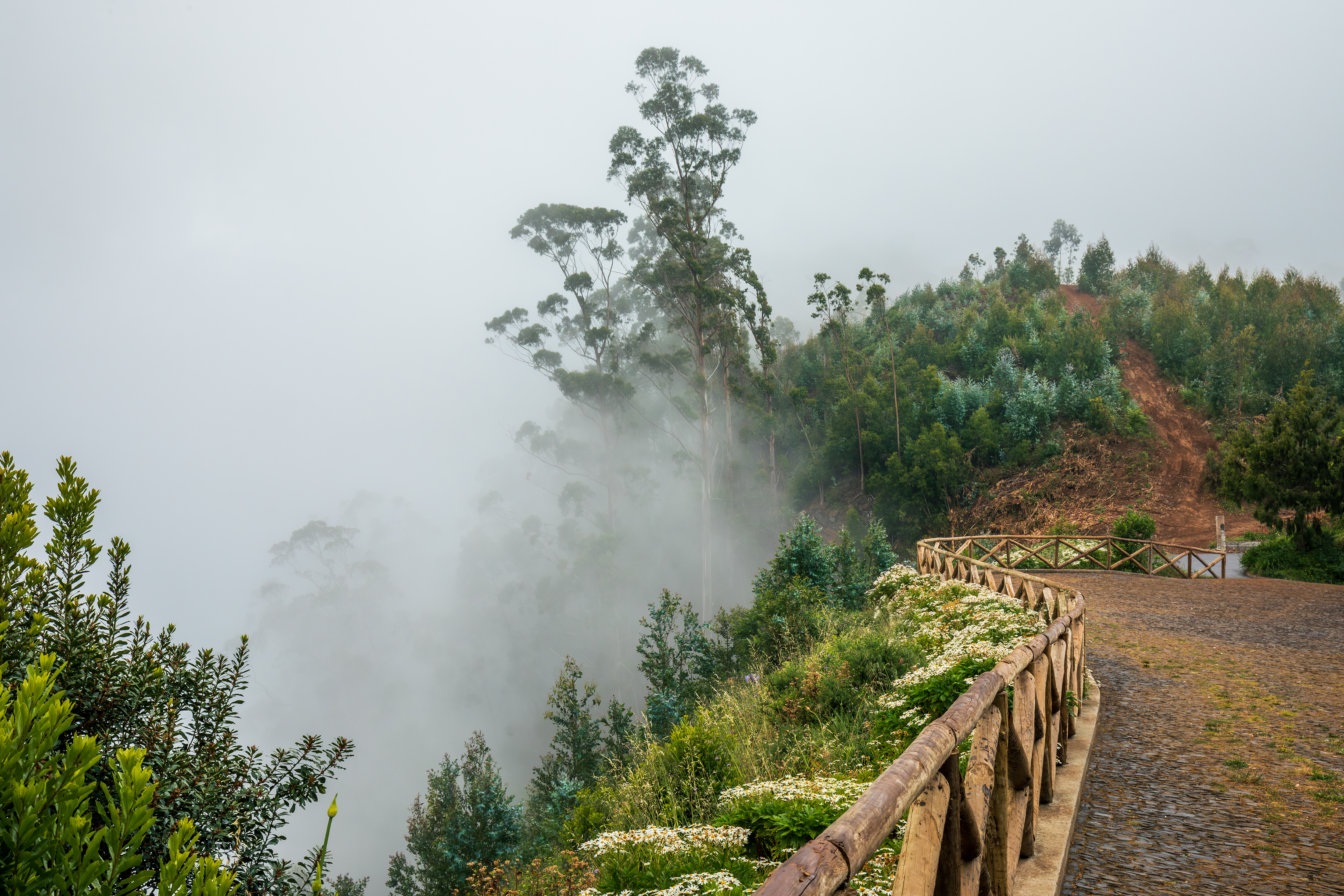
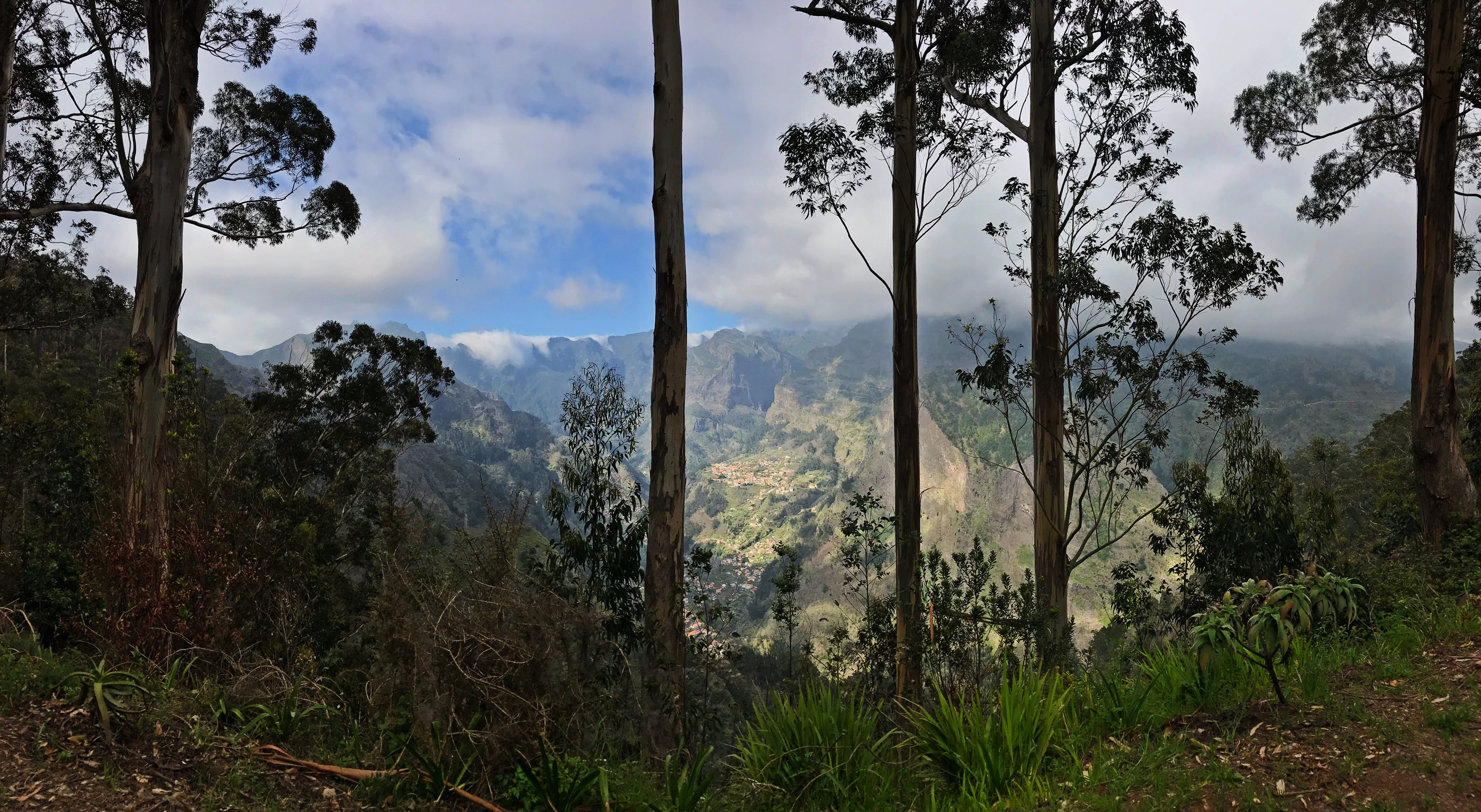